# Burgsviksån
Burgsviksån of Burgsvikenån is een van de (relatief) kleine riviertjes die het Zweedse eiland Gotland rijk is. Deze rivier mondt uit in de grootste baai van Gotland, Burgsviken. De Burgsviksån stroomt van noord naar zuid en mondt aan het noordelijkste puntje van die baai de Oostzee in. Aan de andere kant van de baai ligt Burgsvik een van de grotere plaatsen op Gotland.